# Kolarstwo na Letnich Igrzyskach Olimpijskich Młodzieży 2010

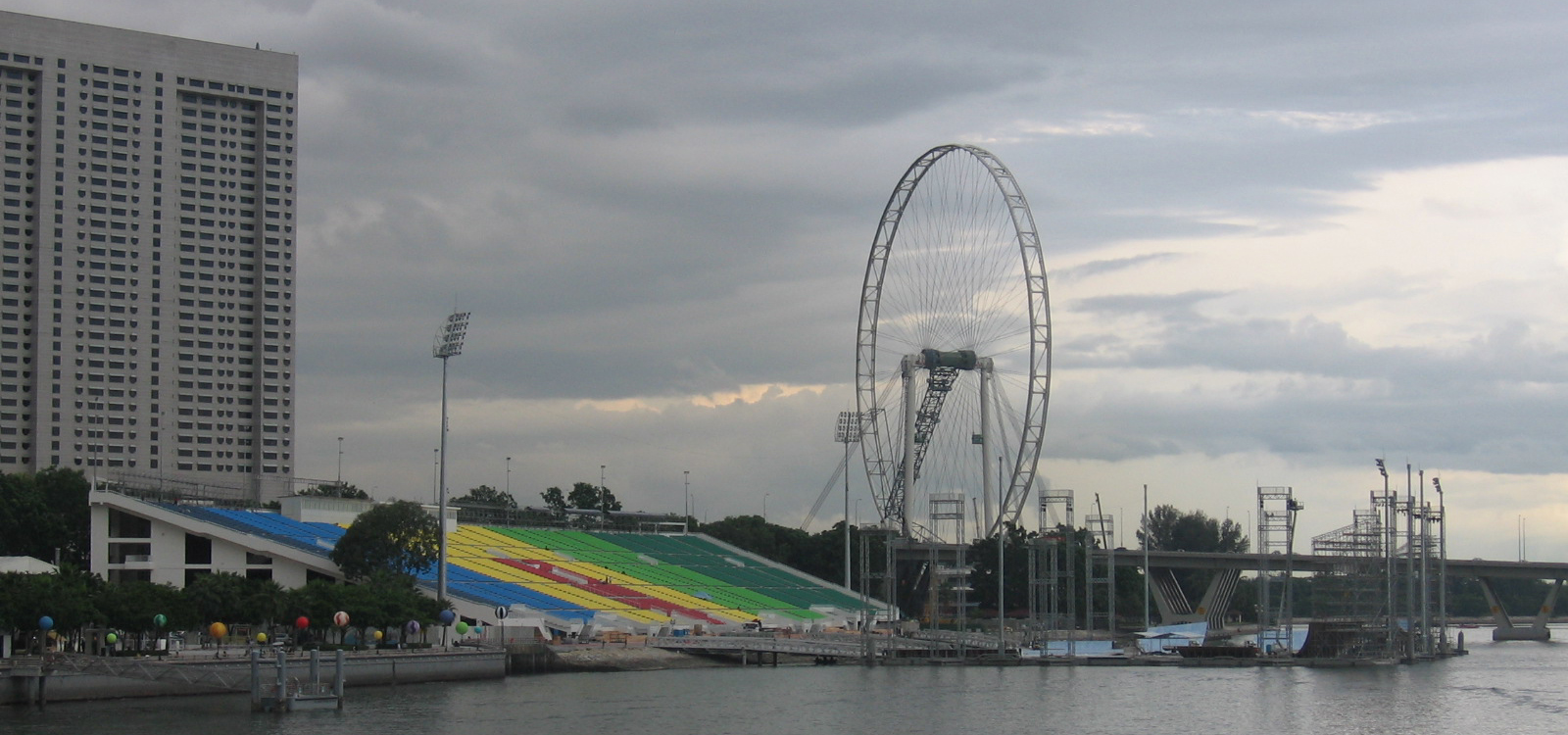
The Float at Marina Bay - miejsce wręczania medali kolarzom

Kolarstwo na Letnich Igrzyskach Olimpijskich Młodzieży 2010 odbyło się w dniach 17 - 22 sierpnia w Tampines Bike Park w Singapurze. Zawodnicy rywalizowali w jednej konkurencji (sztafena mieszana w kolarstwie szosowym, górskim i BMX). W zawodach ogółem wystartowało 128 zawodników.

## Kwalifikacje
Kwalifikacje na igrzyska było można uzyskać podczas Mistrzostw Świata Juniorów w 2009 roku oraz dzięki zajmowanemu miejscu w Rankingu Narodów sporządzonym w 2009 roku. Zawodnicy musieli być urodzeni między 1 stycznia 1992 a 31 grudnia 1993 roku.

## Medale

### Mieszane
| Konkurencja        | Złoto                                                                          | Srebro                                                                      | Brąz                                                                                  |
| Sztafeta szczegóły | Kolumbia · Jhonnatan Botero · Jessica Lergada · David Oquendo · Brayan Ramírez | Włochy · Mattia Furlan · Andrea Righetti · Nicolas Marini · Alessia Bulleri | Holandia · Twan van Gendt · Maartje Hereijgers · Friso Roscam Abbing · Thijs Zuurbier |